# Lillie Langtry
Lillie Langtry, all'anagrafe Emilie Charlotte Langtry, nata Le Breton (Jersey, 13 ottobre 1853 – Monte Carlo, 12 febbraio 1929), è stata un'attrice britannica.
Di rinomata bellezza, soprannominata Jersey Lily ("il giglio di Jersey"), in vita ha avuto moltissimi spasimanti importanti dell'epoca vittoriana, incluso il futuro re Edoardo VII (l'allora Principe del Galles).

## Biografia
Nata come Emilie Charlotte Le Breton era l'unica figlia del reverendo William Corbet Le Breton (discendente di Richard le Breton) e di Emilie Davis Martin. Era la sesta di sette fratelli. Nel 1874 si sposò con Edward Langtry, che si trovò sull'orlo del fallimento nel 1880 proprio quando lei rimase incinta. In quel periodo ritornò all'isola dove era nata per poi tornare a Londra solo dopo la nascita di una figlia, Jeanne, che non era del marito.     

### L'incontro con Oscar Wilde

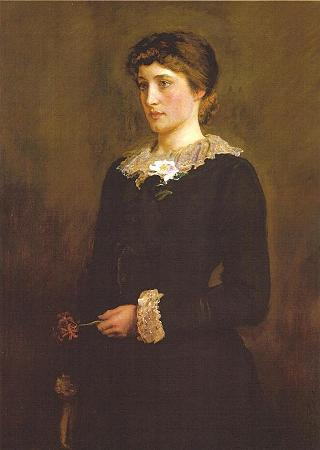
Ritratto ad opera di John Everett Millais (1829–1896),

La prima volta che Oscar vide Lillie Langtry fu in occasione di un ricevimento in onore di Lady Sebright, nel maggio 1876. A detta di tutti i presenti la sua nobiltà e bellezza la fecero notare più di ogni altra ragazza presente.
Ogni personalità presente si interessò a lei: ci fu chi le chiese di posare per un quadro e chi per una statua. Se negava tale piacere, le cantavano una serenata: lo stesso Wilde si produsse in una serenata, pensando di averla infastidita e chiedendo in tal modo scusa. Molti la paragonarono a bellezze mitologiche, quali Elena di Troia o Cleopatra.
Wilde, impressionato così tanto da quella ragazza da avere anche molte sue foto a casa, conobbe quella che definì come "la più bella donna d'Europa" dopo una sua partecipazione ad uno spettacolo teatrale. Alla ragazza Wilde apparve come un ragazzo dagli occhi grandi, con un viso semplice, con cui entrò subito in confidenza.

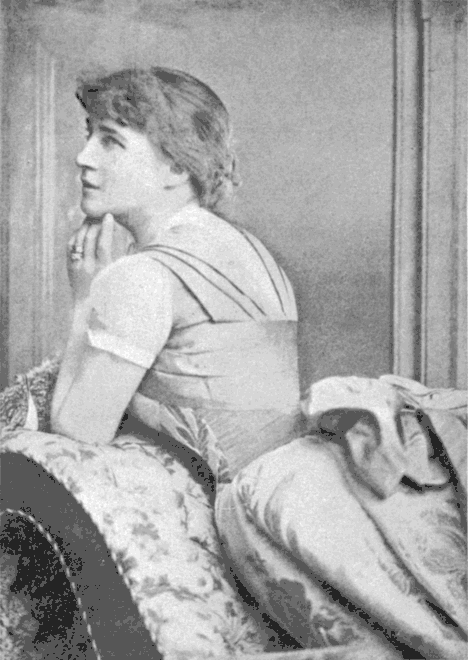
Lillie Langtry nel 1899

Wilde e il suo compagno di appartamento Frank Miles volevano immortalarla come più potevano, grazie alle loro abilità con la matita e con la penna. Oscar le dava dei consigli su come vestire, le chiedeva di indossare una veste nera con zaffiri che ornassero un piccolo cappello che doveva portare e doveva passeggiare in quel modo ogni giorno nel parco, indicazione che lei non seguì. La ragazza coinvolse Wilde e il suo amico Miles nella sua posizione economica non florida, chiedendo anche consiglio su quale attività poter intraprendere per risollevarsi economicamente, ma i consigli (sul giardinaggio come le propose Miles che aveva una passione per narcisi e gigli) furono scartati.
In seguito i due si ritrovarono negli USA e lui la fece immortalare dal fotografo Napoleon Sarony. Vide la Langtry esibirsi al Wallack's Theatre il 6 novembre in un'opera di Tom Taylor.
Per lei arrivò a cambiare la trama di Il ventaglio di Lady Windermere (Lady Windermere's Fan), la parte della madre offerta a Lillie nel 1891, affermò che non poteva avere una figlia così grande, anche se aveva 39 anni, Wilde sentendo ciò modifico i dialoghi, inserendo una battuta che ricordasse tale risposta dell'attrice Anni dopo arrivò a tradire un suo famoso detto dove affermava che non bisognerebbe mai pronunciare il nome di una donna, alla pari del nome segreto di Roma finì con il nominarlo così spesso da far credere a tutti che i due fossero amanti.
Wilde dedicò alla donna due poesie: Humanitad, in cui la descrive, e Roses and Rue, in cui si comprendeva vedendo il manoscritto (To L.L.) a chi fosse dedicata. Da entrambe si leggeva come una storia d'amore fra i due (in entrambe si alludeva a dei baci).

## Donna famosa

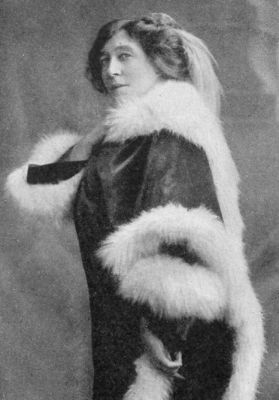

Lillie fu famosa durante la sua vita. Roy Bean nutriva una vera passione per lei e nel film di Huston il suo motto fu per il Texas e Miss Lillie e morì a Langtry (Texas). Curiosamente, però, la località deve il suo nome non a Miss Lillie, ma a George Langtry, ingegnere che soprintese i lavori di costruzione della locale ferrovia. James McNeill Whistler le chiese di poterla ritrarre in un quadro, Frederick Leighton la volle come modella per un busto di marmo ed Edward Burne-Jones arrivò a farne una corte serrata con serenate cantate di sera, per convincerla a posare per lui (lo stesso, ma per scusarsi, fece Wilde).
George Bernard Shaw di lei disse: "Non ha il diritto di essere intelligente, audace ed indipendente, oltre che adorabile".

## Cinema
Il personaggio di Lillie Langtry compare in due film dedicati alla figura del "giudice" Roy Bean: L'uomo del West di William Wyler, con Gary Cooper e Walter Brennan, dove è interpretata da Lillian Bond; e L'uomo dai 7 capestri, di John Huston con Paul Newman, impersonata da Ava Gardner.

## Opere
- (EN) The days that I knew, London, Futura Publications, 1978, OCLC 59680658.